# Ауторитарно васпитање
Ауторитарно васпитање је начин гајења и образовања деце у којем се инсистира на слепој послушности детета у односу на заповести ауторитета и који је супротан демократском васпитању. Овај стил васпитања погодује образовању ауторитарне личности.